# Бронепалубни крайцери тип „Пантер“
Пантер (на немски: Panther) са серия бронепалубни крайцери на Австро-унгарския флот от 1880 години до Първата световна война. И двата кораба са построени във Великобритания, в корабостроителницата на Армстронг с цел придобиване на опит в съвременните технологии в корабостроенето. Към началото на Първата световна война са остарели, по-голямата част от въоръжението им демонтирано в периода 1909 – 1910 г. В години на войната се използват за второстепенни роли, в частност, в качеството на учебни кораби и кораби за охрана на заливите. След края на бойните действия и двата крайцера са предадени на Великобритания в качеството на репарации, но още през 1920 г. са продадени за скрап.

## Представители на проекта[2]
| Название                | Корабостроителница                | Заложен             | Спускане на вода     | Приемане на въоръжение | Изваждане от състава на флота/гибел | Съдба                                                                     |
| ----------------------- | --------------------------------- | ------------------- | -------------------- | ---------------------- | ----------------------------------- | ------------------------------------------------------------------------- |
| SMS Panther („Пантер“)  | Armstrong, Елсуик, Великобритания | 29 октомври 1884 г. | 13 юни 1885 г.       | 31 декември 1885 г.    | 1918 г. (ВМС на Австро-Унгария)     | Предаден като репарация на Великобритания, през 1920 г. продаден за скрап |
| SMS Leopard („Леопард“) | Armstrong, Елсуик, Великобритания | Януари 1885 г.      | 10 септември 1885 г. | 31 март 1886 г.        | 1918 г. (ВМС на Австро-Унгария)     | Предаден като репарация на Великобритания, през 1920 г. продаден за скрап |

## Коментари
1. ↑  Според Австро-унгарската класификация те се обозначават като „торпедно-таранни“ кораби (от на немски: Torpedo-Rammschiff).
2. ↑  (на немски: Kaiserliche und Königliche Kriegsmarine (Императорски и Кралски военноморски сили) или съкратено – на немски: K.u.K. Kriegsmarine)
3. ↑  Префиксът „SMS“ е от на немски: Seiner Majestat Schiff (Кораб на Негово Величество).